# Fiat 3½ HP
La Fiat 3½ HP, parfois dénommée Fiat 4 HP, est le premier véhicule de tourisme construit par le constructeur automobile turinois Fiat. Huit exemplaires sont initialement produits en 1889 pour un total de 24 entre 1889 et 1900.Il s'agit d'une petite 2-3 places en « vis-à-vis » dotée d'un moteur 2 cylindres en ligne disposé à l'arrière, refroidi par eau d’une cylindrée de 679 cm3 (65 mm × 99 mm) produisant 4,2 ch à 700 tr/min. Associé à une boîte de vitesses à trois rapports dépourvue de marche arrière, elle parvient à atteindre une vitesse maximale de 35 km/h. Malgré sa petite cylindrée, sa consommation atteignait les 8 ℓ/100 km.
Les 3½ HP, carrossées par Marcello Alessio,(it) sont dérivées d’un modèle existant, la Welleyes, conçue par l’ingénieur Aristide Faccioli et fabriquée par la société Ceirano & C. que Fiat avait intégrée lors de sa création. On dénombre aujourd’hui au moins quatre exemplaires encore en état : deux sont exposés à Turin (l’un au Musée de l’Automobile et l’autre au Centre Historique Fiat), un au Musée Beaulieu en Grande-Bretagne et un aux États-Unis, précieusement conservé au Musée Ford,.